# Johnny Kovacevic
Johnathan "Johnny" Kovacevic, född 12 juli 1997, är en kanadensisk professionell ishockeyback som spelar för Montreal Canadiens i National Hockey League (NHL).
Han har tidigare spelat för Winnipeg Jets i NHL; Manitoba Moose i American Hockey League (AHL) samt Merrimack Warriors i National Collegiate Athletic Association (NCAA).
Kovacevic draftades av Winnipeg Jets i tredje rundan i 2017 års draft som 74:e spelare totalt.

## Statistik
| 2012–2013   | Niagara Falls Rivermen | SCTA        | 40  | 2  | 11 | 13 | 22  | —  | — | — | — | —  |
| 2013–2014   | The Hill Academy       |             | 66  | 5  | 23 | 28 | —   | —  | — | — | — | —  |
|             | The Hill Academy       | HPHL        | 7   | 0  | 2  | 2  | 2   | —  | — | — | — | —  |
| 2014–2015   | Ottawa Jr. Senators    | CCHL        | 52  | 5  | 14 | 19 | 20  | 10 | 0 | 3 | 3 | 6  |
| 2015–2016   | Ottawa Jr. Senators    | CCHL        | 21  | 2  | 8  | 10 | 6   | —  | — | — | — | —  |
|             | Hawkesbury Hawks       | CCHL        | 30  | 6  | 20 | 26 | 21  | 10 | 0 | 7 | 7 | 10 |
| 2016–2017   | Merrimack Warriors     | NCAA        | 36  | 3  | 16 | 19 | 30  | —  | — | — | — | —  |
| 2017–2018   | Merrimack Warriors     | NCAA        | 34  | 2  | 15 | 17 | 14  | —  | — | — | — | —  |
| 2018–2019   | Merrimack Warriors     | NCAA        | 31  | 4  | 14 | 18 | 14  | —  | — | — | — | —  |
|             | Manitoba Moose         | AHL         | 1   | 1  | 1  | 2  | 2   | —  | — | — | — | —  |
| 2019–2020   | Manitoba Moose         | AHL         | 45  | 4  | 8  | 12 | 33  | —  | — | — | — | —  |
| 2020–2021   | Manitoba Moose         | AHL         | 29  | 2  | 12 | 14 | 23  | —  | — | — | — | —  |
| 2021–2022   | Winnipeg Jets          | NHL         | 4   | 0  | 0  | 0  | 2   | —  | — | — | — | —  |
|             | Manitoba Moose         | AHL         | 62  | 11 | 19 | 30 | 45  | 5  | 0 | 0 | 0 | 2  |
| 2022–2023   | Montreal Canadines     | NHL         | 77  | 3  | 12 | 15 | 39  | —  | — | — | — | —  |
| NHL totalt  | NHL totalt             | NHL totalt  | 81  | 3  | 12 | 15 | 41  | —  | — | — | — | —  |
| AHL totalt  | AHL totalt             | AHL totalt  | 137 | 18 | 40 | 58 | 103 | 5  | 0 | 0 | 0 | 2  |
| NCAA totalt | NCAA totalt            | NCAA totalt | 101 | 9  | 45 | 54 | 58  | —  | — | — | — | —  |